# Lurbe-Saint-Christau
Lurbe-Saint-Christau település Franciaországban, Pyrénées-Atlantiques megyében. Lakosainak száma 206 fő (2022. január 1.). Lurbe-Saint-Christau Asasp-Arros, Escot, Eysus és Oloron-Sainte-Marie községekkel határos.

## Népesség
A település népességének változása:
| Lakosok száma | 213  | 200  | 203  | 195  | 193  | 190  | 196  | 201  | 206  |
|               | 2013 | 2015 | 2016 | 2017 | 2018 | 2019 | 2020 | 2021 | 2022 |